# Dolichoderus omacanthus
Dolichoderus omacanthus är en myrart som först beskrevs av Kempf 1972.  Dolichoderus omacanthus ingår i släktet Dolichoderus och familjen myror. Inga underarter finns listade i Catalogue of Life.